# Sardanapale (Berlioz)
Pour les articles homonymes, voir Sardanapale.
Sardanapale est la quatrième cantate composée par Hector Berlioz pour le Prix de Rome, en juillet 1830, pour ténor, chœur et orchestre. Le jeune compositeur, qui avait remporté le Second Grand Prix avec Herminie en 1828 et livré une partition si audacieuse avec Cléopâtre que le jury n'avait remis aucun prix pour les musiciens en 1829, remporte enfin le Premier Grand Prix alors qu'il s'apprête à présenter la Symphonie fantastique en concert, avant de fêter son 27e anniversaire.

## Composition
Hector Berlioz compose sa quatrième cantate pour le Prix de Rome en juillet 1830, sur le thème de la dernière nuit de Sardanapale, sur un poème de Jean-François Gail : « Il est décidé à se montrer cette fois modéré, à éviter tout scandale musical qui pourrait lui coûter le prix ». Le Second Grand Prix remporté avec Herminie en 1828 « aurait dû lui assurer la victoire » en 1829, mais les audaces de Cléopâtre avaient empêché le jury de remettre un prix pour les musiciens. Sur deux séances, le 19 et le 21 août 1830, le jury accorde à Berlioz le Premier Grand Prix.

## Création
La fin de cette cantate met en scène un « incendie » (selon les mots du compositeur), menant à une « explosion finale ». La première exécution (le lauréat du concours se voyait en effet offrir un concert aux frais de l'Académie des beaux-arts) fut un échec. Le 30 octobre 1830, lors de la distribution des prix de l'Institut, Sardanapale est présenté en public mais, « par la faute des instrumentistes, ainsi que du chef d'orchestre Grasset, l'épisode de l'incendie manque son effet : « Cinq cent mille malédictions sur les musiciens qui ne comptent pas leurs pauses !!! […] Les violons et les basses continuent seuls leur impuissant trémolo ; point d’explosion ! un incendie qui s’éteint sans avoir éclaté, un effet ridicule au lieu de l’écroulement tant annoncé ; ridiculus mus ! ». Berlioz, Mémoires.. Berlioz est furieux ». Dans ses Mémoires, il s'écrie : « Ce fut une catastrophe musicale et plus cruelle qu'aucune de celles que j'avais éprouvées précédemment… Si elle eût au moins été pour moi la dernière ! »
La seconde audition de cette cantate correspond à la création de la Symphonie fantastique, le 5 décembre 1830, avec un « succès éclatant ». Après une dernière audition, le 24 novembre 1833, Berlioz détruit sa partition de Sardanapale, qu'il avait désavouée très tôt.

## Présentation
Sardanapale, référencée H50 dans le catalogue des œuvres de Berlioz établi par le musicologue américain Dallas Kern Holoman, ne survit que sous la forme d'un air (« À jamais la mémoire ») et de l'Incendie final.

## Discographie
Seul enregistrement connu :
Daniel Galvez Vallejo (ténor), Chœur régional du Nord-Pas-de-Calais, Orchestre national de Lille, dir. Jean-Claude Casadesus (Harmonia Mundi, 1996 ; rééd. Naxos, 2003) [réalisé à Lille en novembre 1995].

### Biographie
- Hector Berlioz, Mémoires, Paris, Flammarion, coll. « Harmoniques », 1991 (ISBN 978-2-7000-2102-8) présentés et annotés par Pierre Citron,
- Pierre Citron, Cahiers Berlioz no 4, Calendrier Berlioz, La Côte-Saint-André, Musée Hector-Berlioz, 2000 (ISSN 0243-3559).

### Monographies
- Pierre-René Serna, Berlioz de B à Z, Paris, Van de Velde, 2006, 264 p. (ISBN 2-85868-379-4)

### Articles et analyses
- Joël-Marie Fauquet, Catherine Massip et Cécile Reynaud (dir.), Berlioz : textes et contextes, Paris, Société française de musicologie, 2011, 326 p. (ISBN 978-2-853-57022-0).
Julian Rushton (trad. Catherine Massip), Le Prix de Rome : Berlioz et ses rivaux, p. 15–33.
Cécile Reynaud, Berlioz et les cantates du Prix de Rome, p. 59–69.